# 100 mètres féminin aux Jeux olympiques d'été de 1988 (athlétisme)
Pour un article plus général, voir Athlétisme aux Jeux olympiques d'été de 1988.
Navigation
Los Angeles 1984 Barcelone 1992
L'épreuve du 100 mètres féminin aux Jeux olympiques de 1988 s'est déroulée les 24 et 25 septembre 1988 au Stade olympique de Séoul, en Corée du Sud. Elle est remportée par l'Américaine Florence Griffith-Joyner.

## Faits marquants
64 concurrentes représentant 42 nations participent à l'épreuve. 
Florence Griffith-Joyner, jusque-là une très bonne sprinteuse capable de courir sous les 10 s sur 100 m, avait en 1988 pris une autre dimension en établissant le temps inimaginable de 10 s 49 à l'occasion des sélections olympiques américaines, et était considérée comme imbattable à Séoul. 
En séries elle bat le record olympique en 10 s 88, et le porte à 10 s 62 en quart de finale. 
Son temps en demi-finale est 10 s 70 (vent favorable) et Evelyn Ashford remporte l'autre série en 10 s 99.
En finale, elle a le meilleur temps de réaction (0 s 131), et après 40 m de course seule la Bulgare Anelia Nuneva est encore au contact. Celle-ci se déchire l'ischio-jambier droit aux 80 m et termine à la dernière place en boitant. Griffith-Joyner, avec son style particulier le genou haut et la foulée ample, accentue son avance et remporte le titre olympique dans le temps de 10 s 54, record olympique non homologué en raison d'un vent favorable de 3,0 m/s. Trois mètres derrière, Ashford prend la médaille d'argent face à l'Allemande de l'Est Heike Drechsler.

## Résultats

### Finale
- vent : + 3,0 m/s

| Rang               | Athlète                  | Pays               | Temps   | Réaction |
| ------------------ | ------------------------ | ------------------ | ------- | -------- |
| Médaille d'or      | Florence Griffith Joyner | États-Unis         | 10 s 54 | 0 s 131  |
| Médaille d'argent  | Evelyn Ashford           | États-Unis         | 10 s 83 | 0 s 176  |
| Médaille de bronze | Heike Drechsler          | Allemagne de l'Est | 10 s 85 | 0 s 143  |
| 4                  | Grace Jackson            | Jamaïque           | 10 s 97 | 0 s 168  |
| 5                  | Gwen Torrence            | États-Unis         | 10 s 97 | 0 s 148  |
| 6                  | Natalya Pomoschnikova    | Union soviétique   | 11 s 00 | 0 s 141  |
| 7                  | Juliet Cuthbert          | Jamaïque           | 11 s 26 | 0 s 165  |
| 8                  | Anelia Nuneva            | Bulgarie           | 11 s 49 | 0 s 140  |

### Demi-finales
Les quatre premières de chaque demi-finale se qualifient pour la finale. 
| Rang | Athlète              | Pays               | Temps   |
| ---- | -------------------- | ------------------ | ------- |
| 1    | Evelyn Ashford       | États-Unis         | 10 s 99 |
| 2    | Anelia Nuneva        | Bulgarie           | 11 s 00 |
| 3    | Gwen Torrence        | États-Unis         | 11 s 02 |
| 4    | Juliet Cuthbert      | Jamaïque           | 11 s 10 |
| 5    | Silke Möller         | Allemagne de l'Est | 11 s 12 |
| 6    | Marlies Göhr         | Allemagne de l'Est | 11 s 13 |
| 7    | Lyudmila Kondratyeva | Union soviétique   | 11 s 21 |
| 8    | Marina Zhirova       | Union soviétique   | 11 s 24 |

| Rang | Athlète                  | Pays                 | Temps       |
| ---- | ------------------------ | -------------------- | ----------- |
| 1    | Florence Griffith-Joyner | États-Unis           | 10 s 70 (w) |
| 2    | Heike Drechsler          | Allemagne de l'Est   | 10 s 91     |
| 3    | Natalia Pomoshchnikova   | Union soviétique     | 11 s 03     |
| 4    | Grace Jackson            | Jamaïque             | 11 s 06     |
| 5    | Ulrike Sarvari           | Allemagne de l'Ouest | 11 s 12     |
| 6    | Pauline Davis            | Bahamas              | 11 s 12     |
| 7    | Nelli Cooman             | Pays-Bas             | 11 s 13     |
| –    | Merlene Ottey            | Jamaïque             | DNS         |

### Quarts de finale
Les quatre premières de chaque quart de finale passent en demi-finale. 
| Rang | Athlète          | Pays                 | Temps   |
| ---- | ---------------- | -------------------- | ------- |
| 1.   | Heike Drechsler  | Allemagne de l'Est   | 10 s 96 |
| 2.   | Merlene Ottey    | Jamaïque             | 11 s 03 |
| 3.   | Ulrike Sarvari   | Allemagne de l'Ouest | 11 s 16 |
| 4.   | Pauline Davis    | Bahamas              | 11 s 21 |
| 5.   | Angela Bailey    | Canada               | 11 s 29 |
| 6.   | Els Vader        | Pays-Bas             | 11 s 51 |
| 7.   | Tian Yumei       | Chine                | 11 s 55 |
| 8.   | Françoise Leroux | France               | 11 s 75 |

| Rang | Athlète                | Pays               | Temps   |
| ---- | ---------------------- | ------------------ | ------- |
| 1.   | Evelyn Ashford         | États-Unis         | 10 s 88 |
| 2.   | Natalia Pomoshchnikova | Union soviétique   | 10 s 98 |
| 3.   | Marlies Göhr           | Allemagne de l'Est | 10 s 99 |
| 4.   | Nelli Cooman           | Pays-Bas           | 11 s 08 |
| 5.   | Angella Issajenko      | Canada             | 11 s 27 |
| 6.   | Joanna Smolarek        | Pologne            | 11 s 35 |
| 7.   | Angela Williams        | Trinité-et-Tobago  | 11 s 45 |
| 8.   | Amparo Caicedo         | Colombie           | 11 s 65 |

| Rang | Athlète                  | Pays                 | Temps        |
| ---- | ------------------------ | -------------------- | ------------ |
| 1    | Florence Griffith-Joyner | États-Unis           | 10 s 62 (OR) |
| 2    | Juliet Cuthbert          | Jamaïque             | 11 s 03      |
| 3    | Lyudmila Kondratyeva     | Union soviétique     | 11 s 05      |
| 4    | Silke Möller             | Allemagne de l'Est   | 11 s 10      |
| 5    | Simmone Jacobs           | Royaume-Uni          | 11 s 31      |
| 6    | Laurence Bily            | France               | 11 s 35      |
| 7    | Andrea Thomas            | Allemagne de l'Ouest | 11 s 37      |
| 8    | Dinah Yankey             | Ghana                | 11 s 63      |

| Rang | Athlète         | Pays                 | Temps   |
| ---- | --------------- | -------------------- | ------- |
| 1    | Anelia Nuneva   | Bulgarie             | 10 s 96 |
| 2    | Gwen Torrence   | États-Unis           | 10 s 99 |
| 3    | Grace Jackson   | Jamaïque             | 11 s 13 |
| 4    | Marina Zhirova  | Union soviétique     | 11 s 14 |
| 5    | Paula Dunn      | Royaume-Uni          | 11 s 37 |
| 6    | Kerry Johnson   | Australie            | 11 s 42 |
| 7    | Sabine Richter  | Allemagne de l'Ouest | 11 s 59 |
| 8    | Julie Rocheleau | Canada               | 11 s 75 |

## Légende
Records et Performances
- AR : Record continental (area record)
- CR : Record des championnats (championship record)
- MR : Record du meeting (meet record)
- NR : Record national (national record)
- OR : Record olympique (olympic record)
- PR : Record paralympique (paralympic record)
- PB : Record personnel (personal best)
- SB : Meilleure performance personnelle de la saison (season's best)
- WL : Meilleure performance mondiale de l'année (world leader)
- WJR : Record du monde junior (world junior record)
- WR : Record du monde (world record)

Circonstances et Conditions
- DNF : N'a pas terminé (did not finish)
- DNS : N'a pas pris le départ (did not start)
- DQ : Disqualification (disqualification)
- NM : Aucun essai valable enregistré (No Mark)
- Q : Qualifié « directement » au prochain tour (ou à la prochaine compétition), lors d'une compétition majeure, grâce au classement ou à la réalisation des minima (automatic qualifier)
- q : Qualifié au prochain tour (ou à la prochaine compétition), lors d'une compétition majeure, grâce au repêchage ou à la réalisation de l'une des meilleures performances parmi celles des « non qualifiés directement » (grâce au meilleur temps ou à la meilleure distance par exemple) (secondary qualifier)